# Herrarnas tempolopp i bancykling vid olympiska sommarspelen 1980
Herrarnas tempolopp i bancykling vid olympiska sommarspelen 1980 ägde rum söndagen den 22 juli 1980 i Moskva.

## Medaljörer
| Event               | Guld               | Silver                   | Brons              |
| Herrarnas tempolopp | Lothar Thoms (GDR) | Aleksandr Panfilov (URS) | David Weller (JAM) |

## Resultat
| Placering | Cyklist                        | Tid      |
| --------- | ------------------------------ | -------- |
|           | Lothar Thoms (GDR)             | 1:02,955 |
|           | Aleksandr Panfilov (URS)       | 1:04,845 |
|           | David Weller (JAM)             | 1:05,241 |
| 4         | Guido Bontempi (ITA)           | 1:05,478 |
| 5         | Yavé Cahard (FRA)              | 1:5,584  |
| 6         | Heinz Isler (SUI)              | 1:06,263 |
| 7         | Petr Kocek (TCH)               | 1:06,368 |
| 8         | Bjarne Carl Sørensen (DEN)     | 1:07,422 |
| 9         | Terrence Tinsley (GBR)         | 1:07,542 |
| 10        | Kenrick Tucker (AUS)           | 1:07,709 |
| 11        | Andrzej Michalak (POL)         | 1:07,891 |
| 12        | Stoian Petrov (BUL)            | 1:08,682 |
| 13        | Jan Blomme (BEL)               | 1:09,015 |
| 14        | Errol McLean (GUY)             | 1:09,991 |
| 15        | Hans Fischer (cyklist) (BRA)   | 1:10,801 |
| 16        | Esteban Espinosa (ECU)         | 1:11,419 |
| 17        | Khalid Shebani (LBA)           | 1:11,627 |
| 18        | John Musa (ZIM)                | 1:15,779 |
| 19        | Patrick Rafael Wackström (FIN) | NP       |